# Diagrama de Van Krevelen

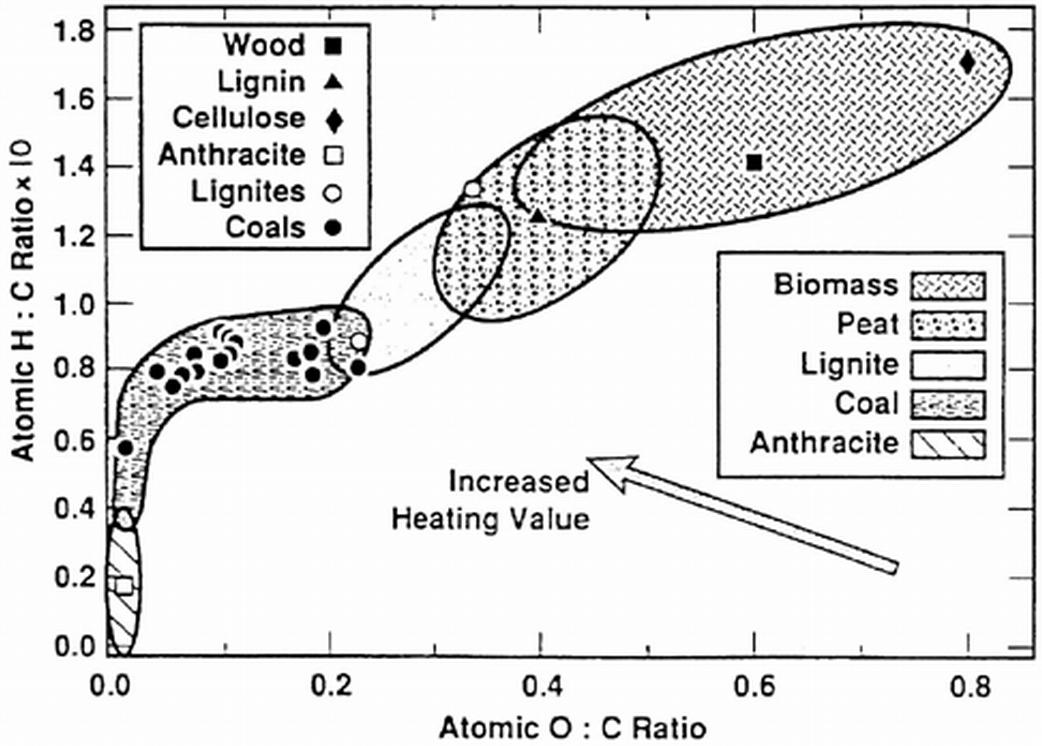
Diagrama de Van Krevelen para diversos combustíveis sólidos

O diagrama de Van Krevelen é um método gráfico-estatístico no qual se lança em gráfico o índice de hidrogênio(HC) como função do índice de oxigênio(CO). Diferentes tipos de matéria orgânica são mais propensos a produzir óleo durante a maturação termocatalítica do que outros tipos: algas, tipo 1, rico em hidrogênio, pobre em oxigênio, são propensos a fazerem bons óleos. Árvores e outros tipos de vegetação lenhosa são compostas de matéria orgânica tipo III, rico em oxigênio, pobre em hidrogênio e são fontes de carvão mineral e gás. Este diagrama é frequentemente usado para a diferenciação de diferentes tipos de querogênio.